# El amor del capitán Brando
El amor del capitán Brando és una pel·lícula espanyola de 1974 dirigida per Jaime de Armiñán.

## Argument
Durant els últims anys de la dictadura franquista, Fernando (Fernando Fernán Gómez), un vell exiliat republicà, torna a casa després d'una llarga absència.
La mestra del poble, Aurora (Ana Belén), és una dona jove i atractiva, amb la qual Fernando voldria tenir una relació amorosa. Un dels alumnes d'Aurora, Juan (Jaime Gamboa), és un noi de 12 anys molt intel·ligent. Té molta imaginació i juga a ser el capità Brando. També a ell li agrada la mestra. Fins i tot se sent enamorat d'ella.

## Comentaris
Pel·lícula que va tenir un gran èxit, no només a Espanya, sinó també a l'estranger. Va ser rodada en la seva major part a Pedraza, un poble de molt encant arquitectònic, situat prop de Segòvia. És considerada una de les primeres pel·lícules de destape per un nu frontal de pit d'Ana Belén.

## Premis
La pel·lícula va guanyar el premi del jurat de lectors del rotatiu Berliner Morgenpost en el Festival Internacional de Cinema de Berlín. En aquest mateix festival va obtenir la nominació a la millor pel·lícula.